# Église Saint-Front de Saint-Front-sur-Lémance
Pour les articles homonymes, voir Église Saint-Front.
L'église Saint-Front est située à Saint-Front-sur-Lémance, dans le département de Lot-et-Garonne, en France.

## Localisation
L'église Saint-Front est située à Saint-Front-sur-Lémance, dans le département de Lot-et-Garonne, en France.

## Historique
Ancien prieuré bénédictin dépendant de l'abbaye Saint-Géraud d'Aurillac. L'église a été construite entre la fin du XIe siècle et le début du XIIe siècle.
L'église Saint-Front a été classée au titre des monuments historiques en 1914,.